# Johann Rantzau
Johann Rantzau (12 novembre 1492-12 décembre 1565) fut un général danois.

## Biographie
Il était né dans le Holstein d'une famille noble qui s'était mis au service des rois du Danemark après l'union entre ce royaume et les duchés de Schleswig et de Holstein. En 1523, il aida puissamment Frédéric Ier, duc de Holstein, à monter sur le trône de Danemark lors de la révolution qui renversa Christian II : il lui soumit en peu de temps toutes les villes qui refusaient de le reconnaître (1523) et reçut de lui en récompense le gouvernement du Holstein et du Schleswig. Il fut pendant tout son règne son conseiller intime.
Il rendit de même aux deux rois qui suivirent des services signalés, et mourut comblé de gloire. Ce général avait gagné toutes les batailles qu'il avait livrées.
Il est le père d'Heinrich Rantzau et l'arrière-grand-père de Josias Rantzau.

## Source
Marie-Nicolas Bouillet  et Alexis Chassang (dir.), « Jean, comte de Rantzau » dans Dictionnaire universel d’histoire et de géographie, 1878 (lire sur Wikisource)